# Forsvik
Forsvik är en tätort i Karlsborgs kommun, belägen vid Göta kanal på den södra gränsen av skogen Tiveden, mellan sjöarna Viken och Bottensjön.

## Historia
Orten har fått sitt namn av gården Forsvik, 1388 skrivet Forswik och syftar på en vik av Bottensjön.
I en skrift 1410 framgår det att Vadstena kloster i början av 1400-talet blev ägare till Forsviks kvarn. I klostrets jordeböcker beskrivs att det i Forsvik år 1447 fanns både en mjölkvarn och en sågkvarn, vilket var en dåtida benämning av ett vattendrivet sågverk. Där sågades troligen timmer för byggandet av Vadstena kloster. I jordeboken från 1457 omnämns första gången en vattendriven hammarsmedja och traditionen att förädla järn, trä och jordbruksprodukter fortsatte sedan i olika former de kommande 500 åren i det som kom att kallas Forsviks bruk.
AB Forsviks Skogars sågverk ansågs vara Sveriges äldsta sågverk till våren 1999, då det lades ned. När sågverket var som mest högproduktivt hade det totalt 360 anställda.
Den första mer betydande gjutjärnsbron i landet invigdes 1815 och är en handvevad klaffbro över Göta kanal. Konstruktionen har sitt ursprung i typritningar utförda 1810 av Thomas Telford för Forth-Clydekanalen i Skottland. De 42 ingående delarna göts vid Stavsjö styckebruk i Södermanland. Bron användes fram till 1956, då en ny motoriserad klaffbro byggdes vid den övre slussporten mot sjön Viken. 
En koleraepidemi utbröt i Forsvik 1866 och tog 35 människors liv. Detta drabbade Forsvik hårt, i synnerhet Tobro. År 1866 fanns ingen kyrkogård i Forsvik, utan begravningar skedde i Undenäs, en mil bort. Man beslöt därför, att bygga en kolerakyrkogård i Forsvik. Gravplatsen ligger avsides i skogen utmed gamla Undenäsvägen - en bit bort från Forsviks kyrkogård. Området är inhägnat med gjutna stolpar, som tillverkats på Forsviks bruk. Det ligger 15 personer begravda på kolerakyrkogården.
I Forsvik byggdes 2009 en kopia på hjulångaren Eric Nordevall som förliste 1856 på Vättern. 
Forsviks bruk fick 2008 priset Årets industriminne av Svenska Industriminnesföreningen.

### Befolkningsutveckling
| Befolkningsutvecklingen i Forsvik 1960–2020 | Befolkningsutvecklingen i Forsvik 1960–2020 | Befolkningsutvecklingen i Forsvik 1960–2020 | Befolkningsutvecklingen i Forsvik 1960–2020 | Befolkningsutvecklingen i Forsvik 1960–2020 |
| ------------------------------------------- | ------------------------------------------- | ------------------------------------------- | ------------------------------------------- | ------------------------------------------- |
|                                             |                                             |                                             |                                             |                                             |
| År                                          |                                             |                                             | Folkmängd                                   | Areal (ha)                                  |
| 1960                                        | 1960                                        |                                             | 632                                         |                                             |
| 1965                                        | 1965                                        |                                             | 536                                         |                                             |
| 1970                                        | 1970                                        |                                             | 578                                         |                                             |
| 1975                                        | 1975                                        |                                             | 667                                         |                                             |
| 1980                                        | 1980                                        |                                             | 562                                         |                                             |
| 1990                                        | 1990                                        |                                             | 525                                         | 79                                          |
| 1995                                        | 1995                                        |                                             | 479                                         | 85                                          |
| 2000                                        | 2000                                        |                                             | 374                                         | 83                                          |
| 2005                                        | 2005                                        |                                             | 365                                         | 83                                          |
| 2010                                        | 2010                                        |                                             | 342                                         | 83                                          |
| 2015                                        | 2015                                        |                                             | 323                                         | 83                                          |
| 2020                                        | 2020                                        |                                             | 323                                         | 83                                          |
|                                             |                                             |                                             |                                             |                                             |

## Samhället
Forsviks bebyggelse ligger omkring forsen som förbinder sjöarna Viken och Bottensjön. Forsviks kyrka från 1934 ligger strax norr om samhället.
Bostadsområden är[källa behövs]:
- Tobro
- Flugebyn
- Hagen
- Herrgården
- Docenten
- Bergskanalen
- Bruket
- Spetsnäset
- Lugnet
- Lackåsen
- Bleckstigen
- Grönhult

## Kommunikationer

### Vägtrafik
Forsvik ligger utmed Länsväg 202. Närmaste större väg är riksväg 49 som går mellan Lidköping och Askersund, vilken passerar Karlsborg. 
Länstrafikens bussar, kör sommartid 4-5 turer varje vardag sträckan Karlsborg - Forsvik.

### Vattentrafik
Göta Kanal passerar Forsvik och här finns kanalens äldsta sluss från 1813. Göta kanal trafikeras sommartid av många fritidsbåtar och en del passagerarfartyg. I Forsvik finns kanalens äldsta, största och högsta sluss som är ett populärt besöksmål.

## Utbildning
Forsviks Friskola är en F-6-skola med ett 100-tal elever. Skolan driver även två förskoleavdelningar.

## Kultur och nöjen

### Forsviksdagarna
En årlig tillställning där olika verksamheter äger rum på Forsviks bruk och i den centrala delen av Forsvik. Kanalteater, marknad, verksamheter i smedja, gjuteri, varv och kvarn finns ofta i programmet. Tillställningen pågår i två dagar i början av Juli.

### Forsviks bruk
Från 1400-talet fram till 1977 var Forsvik en viktig industriort. Kvarn, sågverk, hammarsmedjor, träsliperi, gjuteri och mekanisk verkstad har funnits där genom historien. Idag är Forsviks bruk ett industrihistoriskt museum som drivs av Västarvet; Västra Götalandsregionens natur- och kulturarvsförvaltning.

### Kolmilan i Flugebyn
Kolmilan i Flugebyn tänds varje år den sista lördagen i augusti och drivs av föreningen "Ideell kultur".

### Gjuteri
Gjuteriet vid Forsviks bruk håller gjuterikurser tillsammans med Forsviks Hantverk & Gjuteri.

## Idrott
Västra Vätterleden går genom Forsvik. Tätortens idrottsförening Forsviks IF bildades 1919.

## Galleri

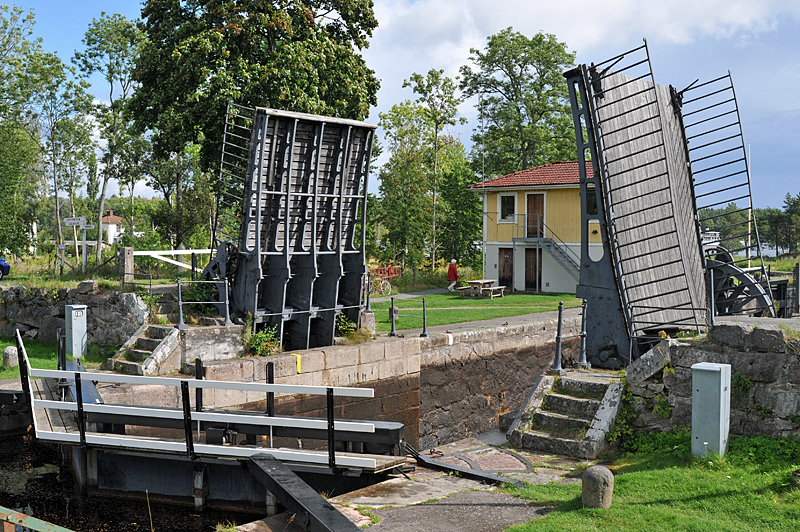
Den gamla handvevade klaffbron.
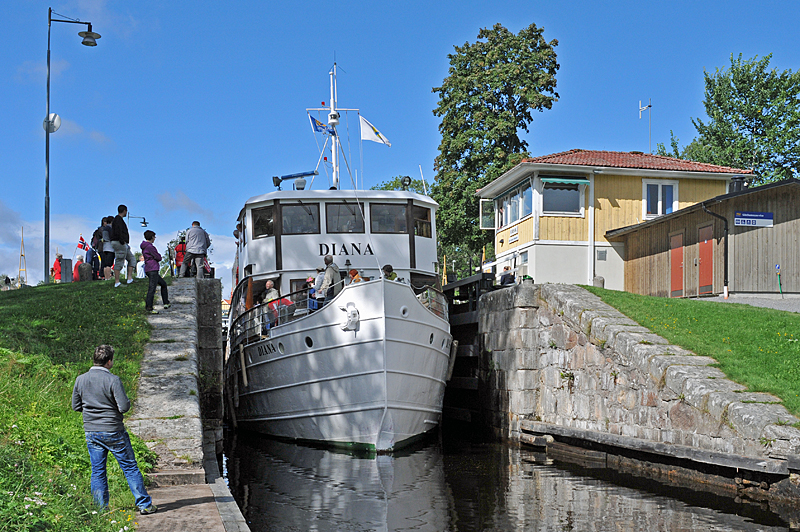
M/S Diana slussar.
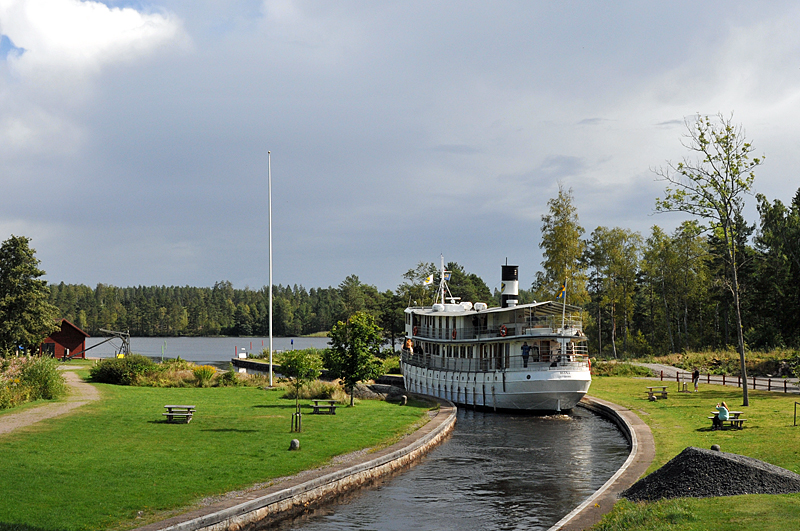
M/S Diana på väg mot sjön Viken.
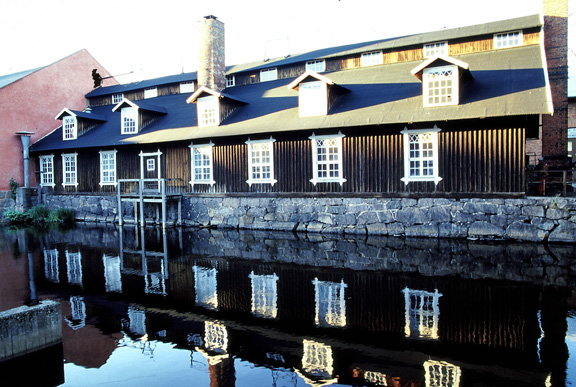
Forsvik smedja.